# Liste der Biografien/Yr
Liste der Biografien |
Portal Biografien |
Personensuche
# |
A |
B |
C |
D |
E |
F |
G |
H |
I |
J |
K |
L |
M |
N |
O |
P |
Q |
R |
S |
T |
U |
V |
W |
X |
Y |
Z |
?
 
Ya |
Yb |
Yc |
Yd |
Ye |
Yf |
Yg |
Yh |
Yi |
Yk |
Yl |
Ym |
Yn |
Yo |
Yp |
Yr |
Ys |
Yt |
Yu |
Yv |
Yw |
Yx |
Yz
Die Liste der Biografien führt alle Personen auf, die in der deutschsprachigen Wikipedia einen Artikel haben. Dieses ist eine Teilliste mit 16 Einträgen von Personen, deren Namen mit den Buchstaben „Yr“ beginnt.

## Yr

### Yra
- Yradier, Sebastián de (1809–1865), spanischer Komponist

### Yri
- Yriart, Juan Felipe (1919–2002), uruguayischer Diplomat
- Yriarte, Charles (1832–1898), französischer Schriftsteller
- Yrigoyen Arias, Manuel (1830–1912), peruanischer Diplomat und Politiker, dreimaliger Premierminister
- Yrigoyen, Hipólito (1852–1933), argentinischer Politiker, zweimaliger Präsident Argentiniens
- Yrizar, Paolo (* 1997), mexikanischer Fußballspieler

### Yrj
- Yrjö-Koskinen, Yrjö Sakari (1830–1903), finnisch-schwedischer Historiker und Staatsmann
- Yrjölä, Jouni (* 1959), finnischer Schachspieler und -autor
- Yrjölä, Paavo (1902–1980), finnischer Sportler

### Yrl
- Yrlund, Jan (* 1970), finnischer Gitarrist und Grafikdesigner

### Yrr
- Yrrah (1932–1996), niederländischer Zeichner und Cartoonist

### Yrs
- Yrsa Sigurðardóttir (* 1963), isländische SchriftstellerinYrsa Sigurðardóttir (* 1963)

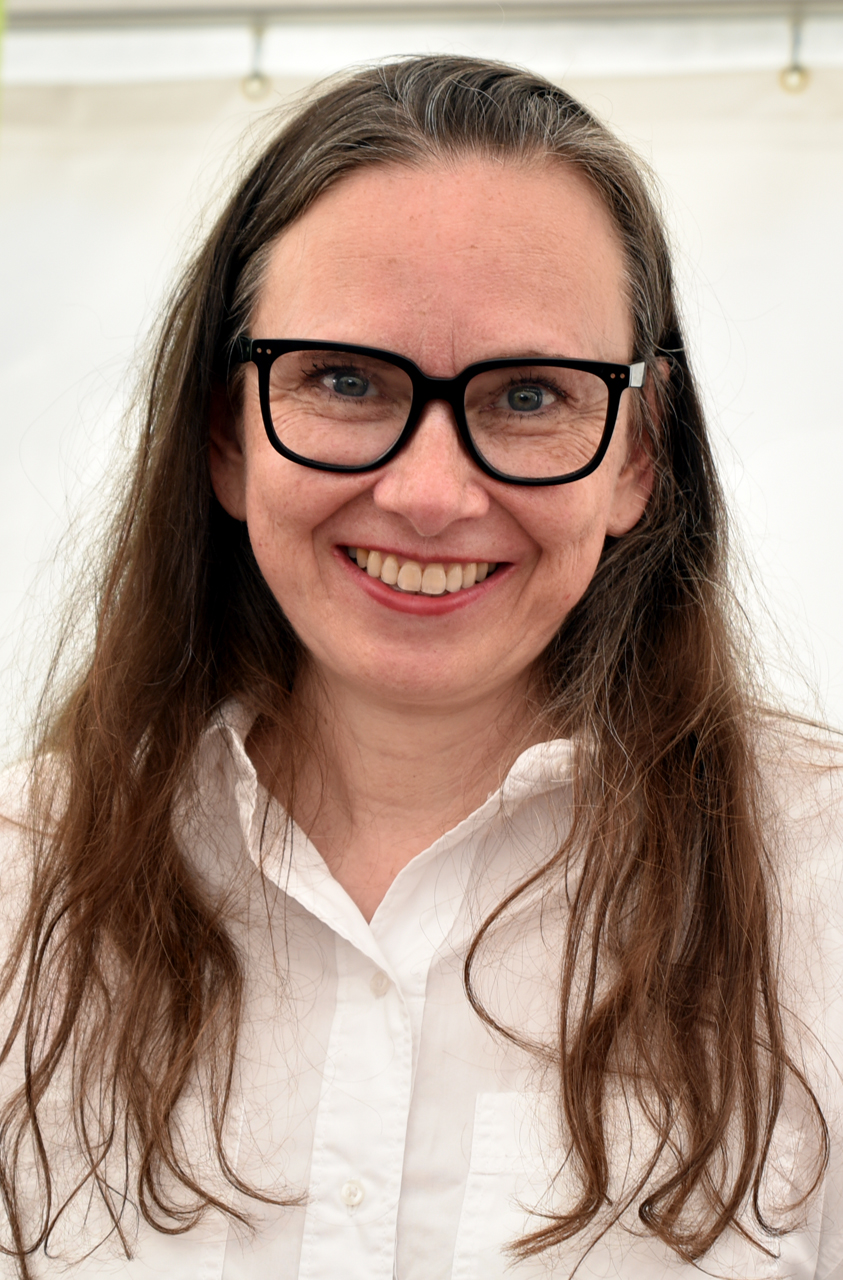
Yrsa Sigurðardóttir (* 1963)

- Yrsch, Eduard von (1797–1862), bayerischer Adeliger, Reichsrat, Theaterintendant und hoher Hofbeamter

### Yrt
- Yrttiaho, Jyrki Valto (1952–2021), finnischer Politiker der Linken Allianz

### Yrv
- Yrvind, Sven (* 1939), schwedischer Segler und Abenteurer

### Yry
- Yrysmetow, Farchadbek (* 1981), kasachischer Fußballspieler